# Peuterweelde
Peuterweelde is het 77ste stripverhaal van Jommeke. De reeks wordt getekend door striptekenaar Jef Nys.

## Personages
- Jommeke
- Flip
- Filiberke
- Pekkie
- Annemieke
- Rozemieke
- Choco
- kleinere rollen : Theofiel, Marie, Charlotte, Fideel (veldwachter), peuters in Peuterweelde en hun moeders

## Verhaal
Het verhaal begint wanneer Jommeke Filiberkes moeder flauwgevallen in de tuin vindt. Wat later ontdekt hij dat Filiberke regenwolk speelt en met enkele ballonnen rond zich rond zweeft. Wat later valt Filiberke in een fontein en wanneer hij terug thuis komt, krijgt hij een donderpreek van zijn moeder. Dit lokt een discussie uit tussen Jommeke en Flip over opvoeding van kinderen. Het startsignaal voor een verhaal vol zorg voor kleine kinderen. Jommeke ontmoet daarop een jonge moeder die hem kwam vragen om te babysitten op haar zoontje. Dit zorgt voor heel wat moeilijkheden die hij samen met de Miekes probeert op te lossen. Jommekes ouders kunnen niet helpen omdat ze ook net enkele dagen weg moeten. Kort daarop komt nog een tweede vrouw met haar dochtertje vragen om eveneens te babysitten. Na een slapeloze nacht vragen beide moeders of Jommeke de kinderen nog wat langer kunnen bijhouden zodat ze vakantie kunnen nemen. Daarop komt Filiberke met het idee om een peutertuin te openen voor alle ouders met jonge kinderen die ook op vakantie willen. Ze noemen hun peutertuin 'Peuterweelde'.
Na wat reclame te maken langs de straat stromen de jonge moeders met kleine kinderen toe. Jommeke en zijn vrienden moeten voor enkele weken voor zo'n 30 peuters zorgen. Voor alle kleine problemen worden oplossingen op grote schaal gevonden. Zo krijgen de kinderen hun pap uit een grote ketel met zuigdarmen en eten ze uit een trog. Er komt een zelf gemaakte speeltuin. Choco zorgt enkele keren voor paniek door met een of enkele peuters weg te lopen. Wanneer Jommekes ouders terug thuis komen, kunnen ze nergens terecht om te slapen gezien het huis vol kleine kinderen ligt. Ze worden ingeschakeld voor een van de grootste problemen, het voortdurend vervangen van natte pampers. Na enkele weken worden alle peuters door hun tevreden ouders opgehaald en sluit 'Peuterweelde' de deuren. Wat later ontvangt Jommeke nog een brief van de minister van Volksgezondheid en Gezin om hem te feliciteren met zijn initiatief en wat financiële steun waarmee hij zijn ouders kan terugbetalen gezien zij alle kosten hebben moeten betalen.

## Achtergronden bij dit verhaal
- Dit album hoort thuis in de reeks verhalen waarin verschillende kleine gags en verhaallijnen rond één thema samengebracht worden. Meestal betreft dit uit de hand gelopen uitvindingen van professor Gobelijn, maar deze keer gaat het om de opvoeding van kinderen die op een humoristische manier benaderd wordt.
- In de periode wanneer het album verscheen was kinderopvang een van de opkomende problematieken in de samenleving omdat steeds meer moeders gingen werken. In de stripreeks pasten werkende moeders echter niet echt in de geest van de reeks, waardoor de moeders die hun kinderen in 'Peuterweelde' achterlieten, allemaal ouders waren die dringend vakantie nodig hadden.